# Harveya
Harveya es un género de plantas fanerógamas de la familia Orobanchaceae.  Comprende 52 especies descritas y de estas, solo 6 aceptadas.

## Taxonomía
El género fue descrito por William Jackson Hooker y publicado en Icon. Pl. 1837.    La especie tipo es:  Harveya capensis Hook. 	

## Especies aceptadas
A continuación se brinda un listado de las especies del género Harveya  aceptadas hasta mayo de 2014, ordenadas alfabéticamente. Para cada una se indica el nombre binomial seguido del autor, abreviado según las convenciones y usos: 
- Harveya alba Hepper
- Harveya andongensis Hiern
- Harveya coccinea Schltr.
- Harveya obtusifolia (Benth.) Vatke
- Harveya pauciflora Hiern
- Harveya speciosa Bernh. ex Krauss